# Spina ischiadica
Spina ischiadica er et knoglefremspring på sædebenet der udspringer fra dennes corpus ossis ischii. Fremspringen vender bagud-medialt, indad mod korsbenet.
Spidsen af fremspringet er hæftningspunkt for ligamentum sacrospinale; indersiden til musculus coccygeus og musculus iliococcygeus; ydersiden til musculus gemellus superior.

## Klinisk relevans
Nervus pudendus passerer tæt omkring spina ischiadica, inden denne afgiver sine grene. Knoglefremspringet er derfor nyttig til at orientere sig selv efter ved lægning af en pudendusblokade (lokalbedøvelse af hoften).